# اقتصاد مالي (دولة)
اقتصاد مالي هش ويتميز بالحساسية للتقلبات المناخية، وتتغير الأحوال التجارية باستمرار، نظرا لاعتماد البلاد على موانئ تقع في الدول المجاورة وأجوائها العامة. فدولة ساحل العاج مثلا شريك تجاري مهم للبلاد، لذا فقد أثرت الكارثة الاقتصادية في تلك الدولة سلبا على اقتصاد مالي. يعتمد الاقتصاد في الأساس على الزراعة، حيث أغلب السكان يمتهنون الفلاحة، وبالتحديد زراعة الكفاف. وهي إحدى أفقر دول العالم، ومن أثقلها عبئا بالديون. وقوام اقتصادها بجانب المحاصيل الفلاحية وتربية المواشي وصيد الأسماك هو قطاع التعدين.
احتلت مالي المركز 129 في مؤشر الابتكار العالمي لعام 2023. في حين تراجعت إلى المركز 131 في مؤشر 2024.

## الاتجاه الاقتصادي
هذا رسم بياني لاتجاه الناتج المحلي الإجمالي لمالي بأسعار السوق المقدرة من قبل صندوق النقد الدولي بلفرنك.
| السنة | إجمالي الناتج المحلي | صرف الدولار الأمريكي   | مؤشر التضخم (2000 = 100) |
| ----- | -------------------- | ---------------------- | ------------------------ |
| 1980  | 356,026              | 211.29 فرنك غرب أفريقي | 48                       |
| 1985  | 551,381              | 449.37 فرنك غرب أفريقي |                          |
| 2005  | 2,760,689            | 525.34 فرنك غرب أفريقي | 111                      |

سجل نصيب الفرد من الناتج المحلي الإجمالي الحالي في مالي ذروة نمو بلغت 295٪ في السبعينيات. وتراجع النمو إلى 5.20٪ فقط في الثمانينيات، تلاه نمو بنسبة 24٪ في التسعينيات.

## الزراعة

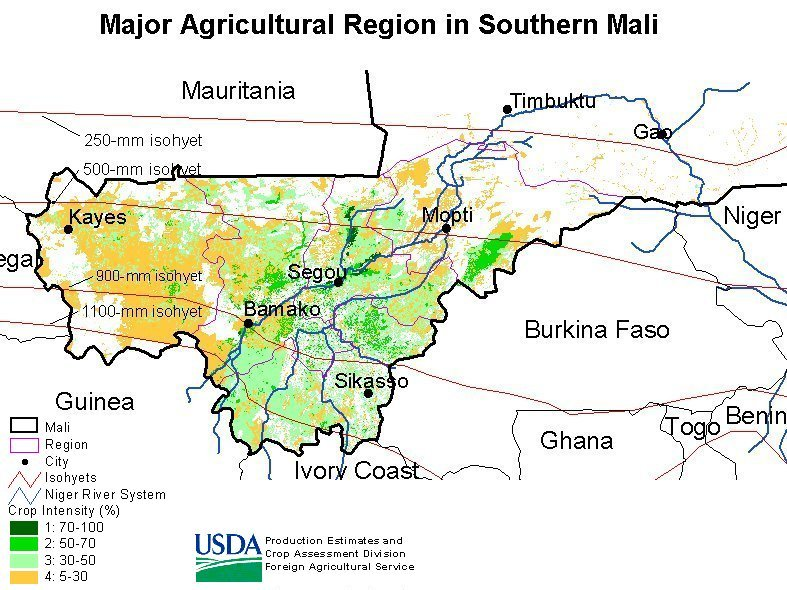
الزراعة في مالي

يشتغل 80٪ من القوى العاملة في مالي بالأنشة الزراعية وتوفر 42٪ من الناتج المحلي الإجمالي. ويشكل القطن والثروة الحيوانية 75٪ - 80٪ من الصادرات السنوية لمالي. وتهيمن الزراعة التقليدية الصغيرة على القطاع الزراعي، وخاصة زراعة الكفاف.
تتمركز الزراعة على طول ضفاف نهر النيجر بين باماكو وموبتي. وتتراوح متوسط هطول الأمطار في هذه المنطقة من 500 ملم (20 بوصة) سنويًا حول موبتي إلى 1400 ملم (55 بوصة) في الجنوب بالقرب من سيكاسو. هذه المنطقة هي الأكثر أهمية لإنتاجها القطن والأرز والدخن والذرة والخضروات والتبغ.
وحتى منتصف الستينيات، كانت مالي مكتفية ذاتيًا من الحبوب، وأدى تناقص المحاصيل خلال السنوات السابقة، وتزايد عدد السكان، وتغيير العادات الغذائية، والأهم من ذلك، القيود السياسية المفروضة على الإنتاج الزراعي إلى حدوث عجز في الحبوب في الفترة بين عام 1965 إلى عام 1986.
ثم انتعش الإنتاج منذ عام 1987 بسبب إصلاحات السياسة الزراعية التي قامت بها الحكومة وبدعم من الدول الغربية المانحة. وأدى تحرير أسعار المنتجين وفتح سوق الحبوب إلى خلق حوافز للإنتاج. وأدت هذه الإصلاحات، إلى جانب هطول الأمطار الكافية، وبرامج الزراعة الريفية المتكاملة الناجحة في الجنوب، وتحسين إدارة مكتب النيجر، إلى فائض في إنتاج الحبوب على مدى السنوات الخمس الماضية.

### الثروة الحيوانية
تتكون موارد الثروة الحيوانية في مالي من ملايين الماشية والأغنام والماعز. وفُقد ما يقرب من 40٪ من قطعان مالي خلال الجفاف الكبير في 1972-1974. وتمت استعادة القطعان تدريجياً، لكنها فقدت مرة أخرى في جفاف 1983-85. ولا يُتوقع أن يصل الحجم الإجمالي لقطعان مالي إلى مستويات ما قبل الجفاف في شمال البلاد، حيث أجبر زحف الرمال العديد من الرعاة على التخلي عن الأنشطة الرعوية والتحول بدلاً من ذلك إلى الزراعة. وتوجد أكبر تجمعات للماشية في المناطق الواقعة شمال باماكو وسيغو الممتدة إلى دلتا النيجر، لكن نشاط الرعي يتحول تدريجياً نحو الجنوب، بسبب آثار الجفاف السابقة.

## التعدين

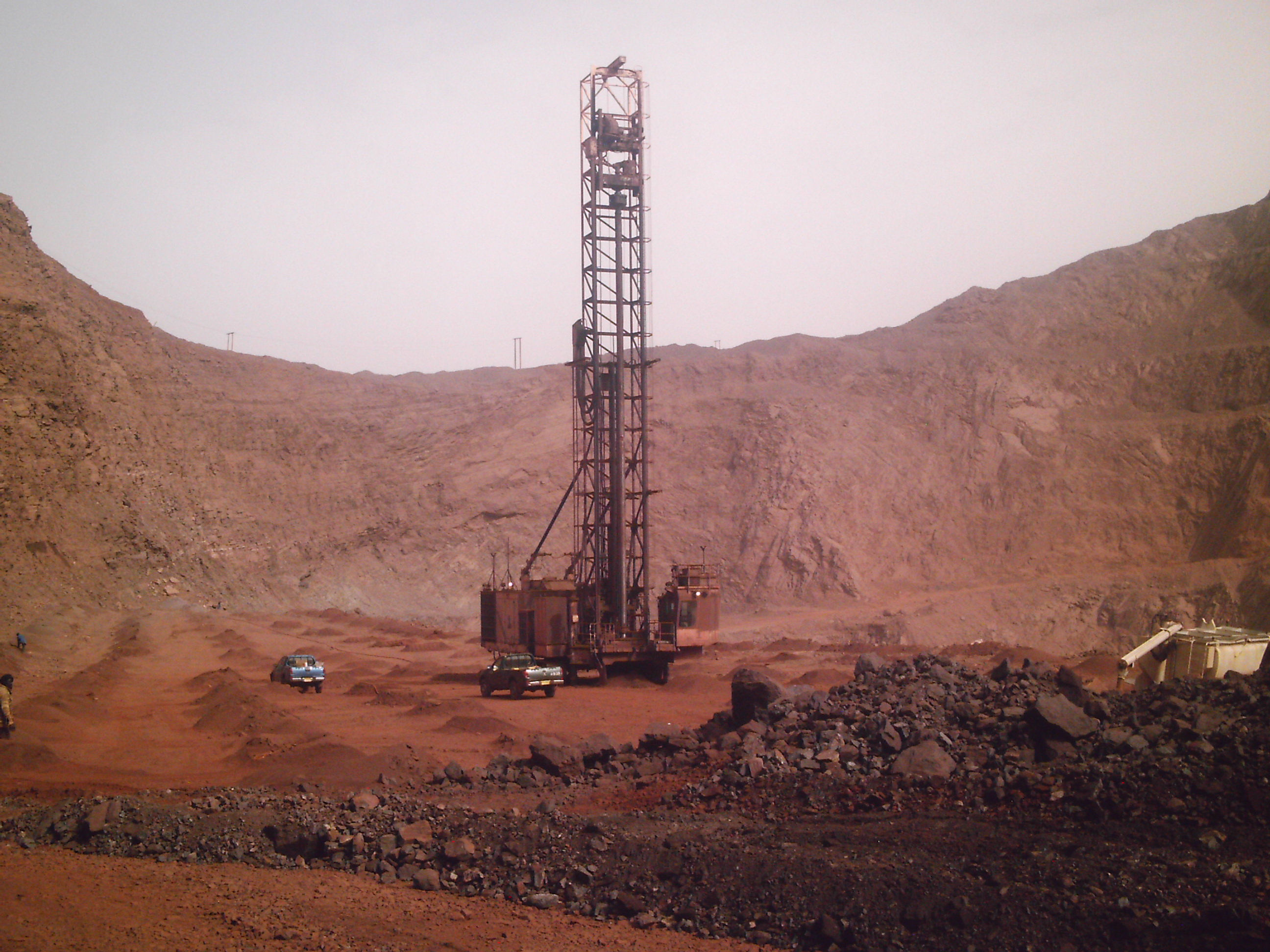
التنقيب عن النفط في حوض تاوديني.

لطالما كان التعدين جانبًا مهمًا من جوانب الاقتصاد المالي. حيث يعد الذهب، أكبر صادرات مالي، ولا يزال يُستخرج من المنطقة الجنوبية، وفي نهاية القرن العشرين ، كانت مالي ثالث أكبر الدول إنتاج للذهب في إفريقيا (بعد جنوب أفريقيا وغانا). وكانت حقول الذهب هذه، التي يقع أكبرها في جبال بامبوك في غرب مالي، مصدرًا رئيسيًا للثروة والتجارة.
ومن الستينيات إلى التسعينيات، توسع التعدين المملوك للدولة خاصة الذهب. وفي عام 1991، اقتداءً بقيادة مؤسسة التنمية الدولية، خففت مالي قوانين التعدين مما أدى إلى زيادة الاستثمار الأجنبي. ومن عام 1994 إلى عام 2007، مُنحت الشركات الوطنية والأجنبية حوالي 150 رخصة. وزاد تعدين الذهب في مالي بشكل كبير، حيث تم إنتاج أكثر من 50 طنًا في عام 2007. وبلغ إجمالي عائدات التعدين حوالي 300 مليار فرنك أفريقي في عام 2007.

### ذهب
في عام 2019 ، احتلت البلاد المرتبة السادسة عشرة بين أكبر منتج عالمي للذهب.
شكل الذهب حوالي 80 ٪ من نشاط التعدين في منتصف العقد الأول من القرن الحادي والعشرين ، بينما لا تزال هناك احتياطيات مؤكدة كبيرة من المعادن الأخرى التي لم يتم استغلالها حاليًا. أصبح الذهب أكبر صادرات مالي، بعد القطن - تاريخياً أساس صناعة التصدير في مالي - والثروة الحيوانية. ساعد ظهور الذهب كمنتج تصدير رئيسي لمالي منذ عام 1999 في التخفيف من بعض الآثار السلبية الناجمة عن التقلبات في أسواق القطن العالمية وفقدان التجارة من الحرب الأهلية الإيفوارية إلى الجنوب. تشمل الاستثمارات الخاصة الكبيرة في تعدين الذهب Anglogold-Ashanti (250 مليون دولار) في Sadiola و Yatela ، و Randgold Resources (140 مليون دولار) في موريلا - وهما شركتان متعددتا الجنسيات في جنوب إفريقيا يقعان على التوالي في الأجزاء الشمالية الغربية والجنوبية من البلاد.
في حين يتم إنتاج مداخيل كبيرة ، فإن معظم الموظفين العاملين في صناعات التعدين هم من خارج مالي ، ويشكو السكان في مناطق التعدين المكثف من قلة الاستفادة من هذه الصناعة. يشتكي السكان من التهجير بسبب بناء المناجم: في منجم ساديولا للذهب ، فقدت 43 قرية بعض أراضي المنجم هناك ، بينما في فورو ، بالقرب من مناجم ذهب سياما الكبيرة ، شهدت 121 قرية بعض النزوح.
في مارس 2022، كشف أ عن التناقض بين تجارة الذهب المربحة لدول غرب إفريقيا والتعاملات غير المشروعة. مثل السودان وجمهورية الكونغو الديمقراطية وغانا ودول أخرى، تم تسجيل اختلافات في إنتاج الذهب في مالي وتجارتها مع دبي. ثالث أكبر مصدر للذهب في إفريقيا، فرضت مالي ضرائب فقط على أول 50 كيلوجرام من الذهب في الشهر، مما سمح للعديد من عمال المناجم على نطاق صغير الاستمتاع بالإعفاءات الضريبية وتهريب الذهب تصل قيمته للملايين. في عام 2014، بلغ إنتاج مالي من الذهب 45.8 طنًا، في حين بلغت واردات الإمارات من الذهب 59.9 طنًا.,

## الإصلاح الاقتصادي

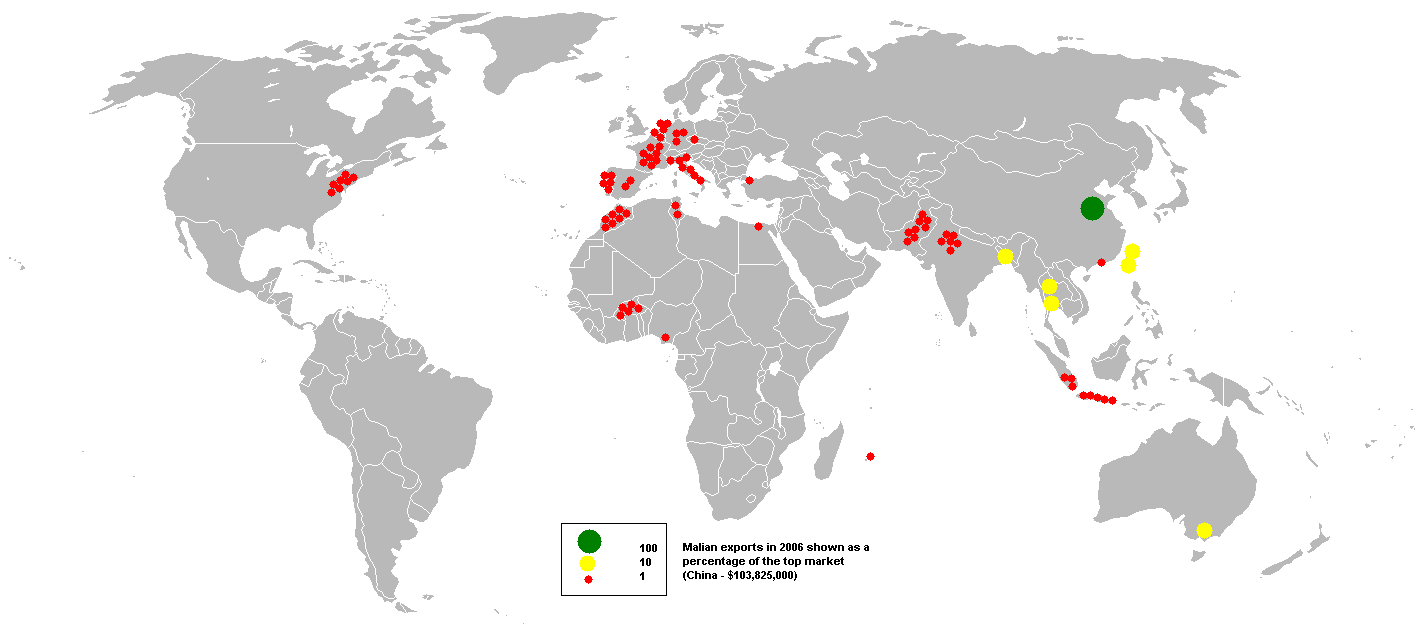
وجهات تصدير مالي في عام 2006.

بين عامي 1992 و 1995، نفذت مالي برنامج إصلاح اقتصادي أدى إلى نمو اقتصادي. وقد انعكس ذلك في زيادة معدلات نمو الناتج المحلي الإجمالي (9.6٪ في عام 2002) وانخفاض التضخم. وبلغ الناتج المحلي الإجمالي في عام 2002 3.2 مليار دولار أمريكي، يتكون من الزراعة 37.8٪ والصناعة 26.4٪ والخدمات 35.9٪. وأدى التنفيذ الفعال لسياسات استقرار الاقتصاد وتحرير الاقتصاد واستقرار الوضع السياسي إلى أداء اقتصادي جيد ومكن مالي من تشجيع تنمية القطاع الخاص.

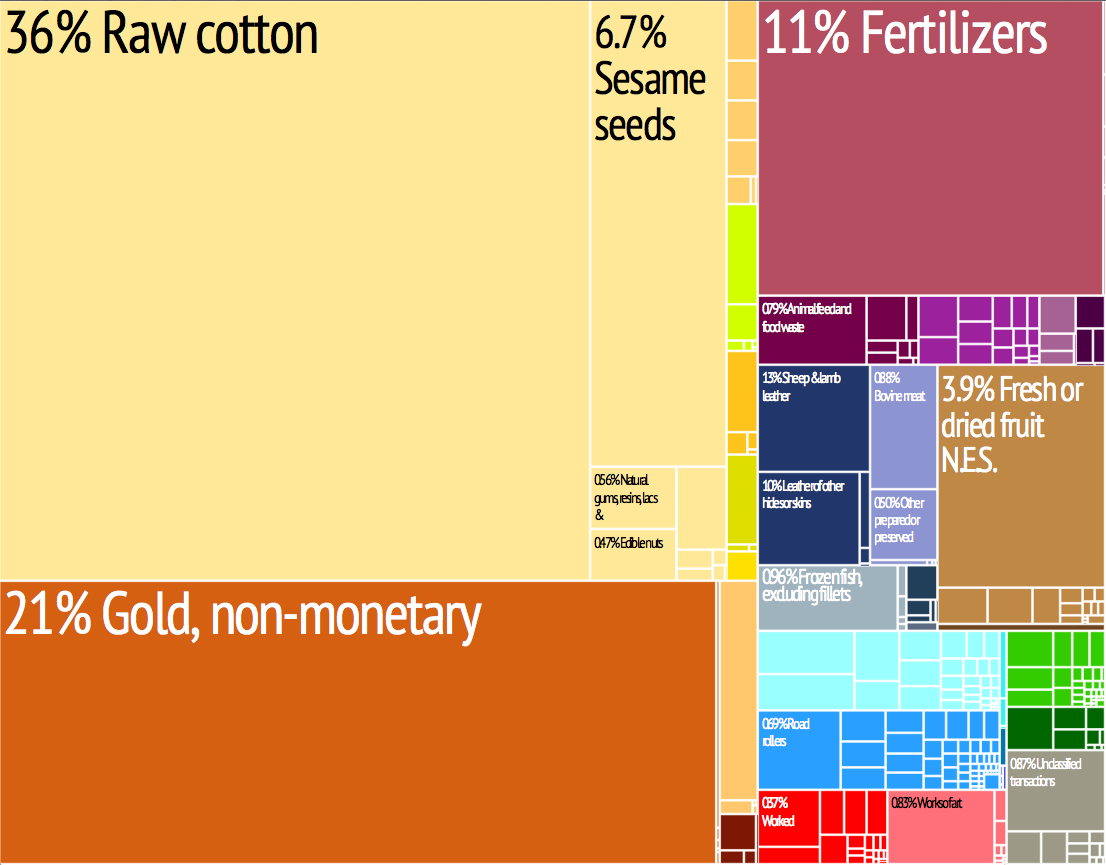
صادرات مالي

تنتج مالي القطن والحبوب والأرز. على الرغم من أن الأرز المنتج محليًا يوفر الآن منافسة للأرز الآسيوي، فإن القطن هو الصادرة الرئسية. وشهدت صادرات الماشية والصناعة (إنتاج الزيوت النباتية وبذور القطن والمنسوجات) نموًا. على الرغم من أن معظم مالي صحراء أو شبه صحراوية.

### المعونات الأجنبية
تتلقى السلطات مساعدات إنسانية من مصادر عديدة، منها منظمات دولية أبرزها البنك الدولي والبنك الإفريقي للتنمية وصناديق عربية، إضافة إلى برامج ثنائية يمولها كل من الاتحاد الأوروبي وفرنسا والولايات المتحدة وكندا وهولندا وألمانيا. وكان الاتحاد السوفييتي مصدرا رئيسيا للمعونات الإنسانية والعسكرية، فقد أنشأ مثلا مصنع أسمنت ومنجم ذهب كالانا. وقد تقلص دور روسيا اليوم فتوفر فقط التدريب وإمدادات قطع الغيار. وقد ازداد تأثير الصين في الآونة الأخيرة، فقد ساهم الصينيون في مجالات النسيج والإنشاءات فبنوا جسرا عبر نهر النيجر ومركز مؤتمرات وطريق مزدوج في باماكو وستاد وطني.